# لاکراس

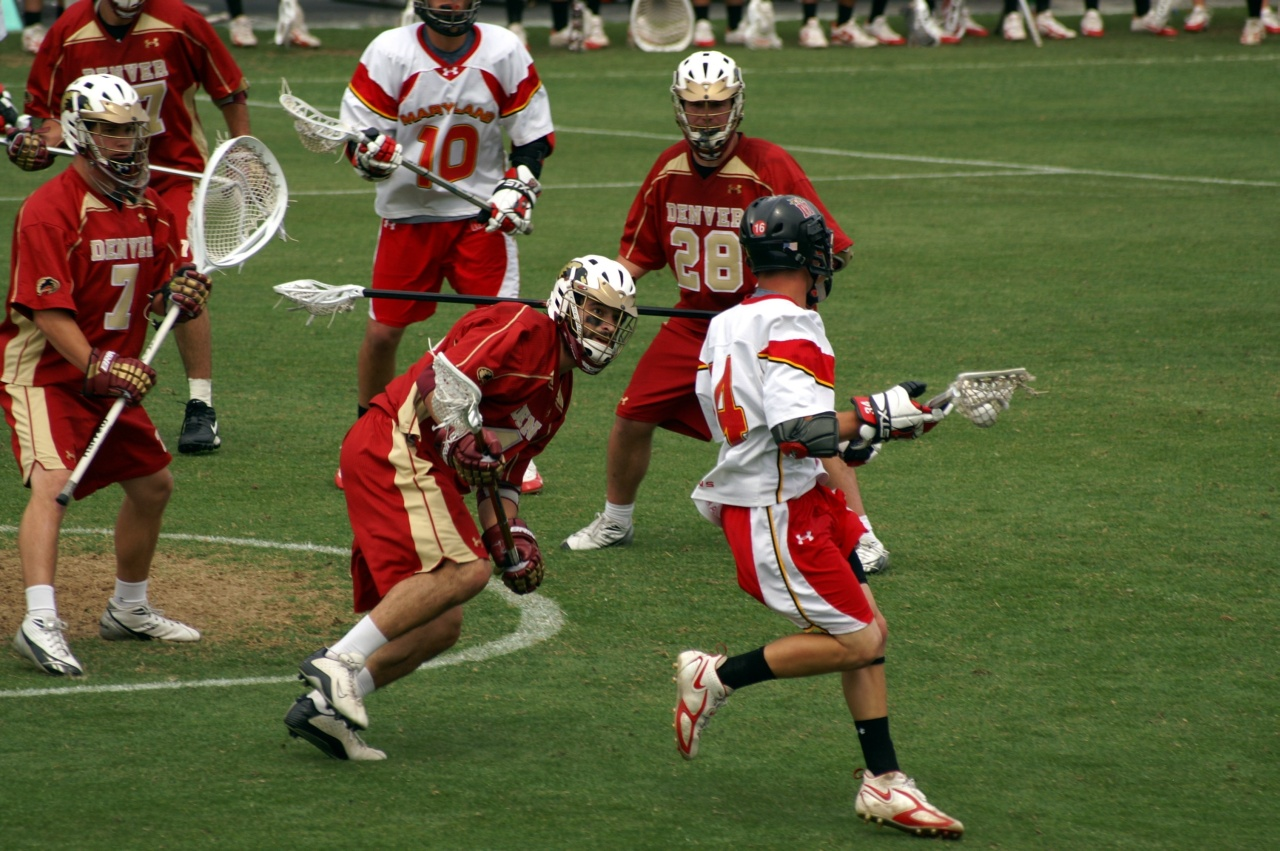

لاکراس (به انگلیسی: Lacrosse) یک ورزش  گروهی است. این ورزش سطح برخورد بالایی دارد. در این بازی از یک توپ کوچک پلاستیکی و چوب‌های بلندی که بر سر آنها تور قرار دارد استفاده می‌شود. به این چوب‌ها کراس یا لاکراس گفته می‌شود.

## تاریخچه
پیدایش لاکراس مربوط به بومیان و سرخپوستان آمریکا است. این بازی عمدتاً در شرق آمریکا و کانادا وجود دارد. سر چوب‌های لاکراس محکم و تورهای آن گشادند. در لاکراس نیز به مانند دیگر بازی‌های توپ وتور هدف بازیکنان تصاحب توپ حریف و هجوم به سمت دروازه و گرفتن امتیاز و دفاع در مقابل حریف است.
بازیکنان مجاز به استفاده از دست و پای خود برای دادن پاس یا زدن شوت نمی‌باشند و فقط بایستی از کراس‌های خود استفاده کنند.